# Mistrzostwa Świata w Pływaniu na krótkim basenie 2022
16. Mistrzostwa Świata w Pływaniu na krótkim basenie odbyły się w dniach 13-18 grudnia 2022 roku w Melbourne. Wszystkie konkurencje zostały przeprowadzone na basenie 25-metrowym. Najwięcej złotych medali zdobyła reprezentacja Stanów Zjednoczonych, wygrywając 17 z 48 konkurencji. Podczas zawodów ustanowiono 12 rekordów świata i 11 rekordów mistrzostw.
Mistrzostwa pierwotnie miały odbyć się w Kazaniu w Rosji, ale zostały przeniesione do Melbourne w odpowiedzi na rosyjską inwazję na Ukrainę w 2022. Sportowcy i działacze z Rosji i Białorusi zostali wykluczeni z udziału w turnieju.

## Klasyfikacja medalowa
*   Gospodarz ( Australia)
| Miejsce | Reprezentacja     | Złoto | Srebro | Brąz | Razem |
| ------- | ----------------- | ----- | ------ | ---- | ----- |
| 1       | Stany Zjednoczone | 17    | 13     | 6    | 36    |
| 2       | Australia*        | 13    | 8      | 5    | 26    |
| 3       | Włochy            | 5     | 6      | 5    | 16    |
| 4       | Kanada            | 3     | 4      | 7    | 14    |
| 5       | Południowa Afryka | 3     | 1      | 1    | 5     |
| 6       | Japonia           | 2     | 2      | 2    | 6     |
| 7       | Francja           | 1     | 3      | 1    | 5     |
| 8       | Holandia          | 1     | 1      | 6    | 8     |
| 9       | Hongkong          | 1     | 1      | 0    | 2     |
| 10      | Litwa             | 1     | 0      | 1    | 2     |
| 11      | Korea Południowa  | 1     | 0      | 0    | 1     |
| 11      | Brazylia          | 1     | 0      | 0    | 1     |
| 11      | Kajmany           | 1     | 0      | 0    | 1     |
| 14      | Nowa Zelandia     | 0     | 2      | 0    | 2     |
| 15      | Wielka Brytania   | 0     | 1      | 3    | 4     |
| 16      | Szwajcaria        | 0     | 1      | 1    | 2     |
| 16      | Norwegia          | 0     | 1      | 1    | 2     |
| 16      | Polska            | 0     | 1      | 1    | 2     |
| 19      | Rumunia           | 0     | 1      | 0    | 1     |
| 20      | Szwecja           | 0     | 0      | 3    | 3     |
| 21      | Chiny             | 0     | 0      | 2    | 2     |
| 21      | Niemcy            | 0     | 0      | 2    | 2     |
| 23      | Trynidad i Tobago | 0     | 0      | 1    | 1     |
| 23      | Węgry             | 0     | 0      | 1    | 1     |
| Razem   | Razem             | 50    | 46     | 49   | 145   |

## Medaliści

### Mężczyźni
| Konkurencja             | Złoto | Złoto     | Srebro | Srebro        | Brąz | Brąz     |
| Konkurencja             | Zawodnik | Czas      | Zawodnik | Czas          | Zawodnik | Czas     |
| Styl dowolny            | |           | |               | |          |
| 50 metrów               | Jordan Crooks · Kajmany | 20,46     | Benjamin Proud · Wielka Brytania | 20,49         | Dylan Carter · Trynidad i Tobago | 20,72    |
| 100 metrów              | Kyle Chalmers · Australia | 45,16     | Maxime Grousset · Francja | 45,41         | Alessandro Miressi · Włochy | 45,57    |
| 200 metrów              | Hwang Sun-woo · Korea Południowa | 1:39,72   | David Popovici · Rumunia | 1:40,79       | Thomas Dean · Wielka Brytania | 1:40,86  |
| 400 metrów              | Kieran Smith · Stany Zjednoczone | 3:34,38   | Thomas Neill · Australia | 3:35,05       | Danas Rapšys · Litwa | 3:36,26  |
| 800 metrów              | Gregorio Paltrinieri · Włochy | 7:29,99   | Henrik Christiansen · Norwegia | 7:31,48       | Logan Fontaine · Francja | 7:33,12  |
| 1500 metrów             | Gregorio Paltrinieri · Włochy | 14:16,88  | Damien Joly · Francja | 14:19,62      | Henrik Christiansen · Norwegia | 14:24,08 |
| Styl grzbietowy         | |           | |               | |          |
| 50 metrów               | Ryan Murphy · Stany Zjednoczone | 22,64     | Isaac Cooper · Australia | 22,73         | Kacper Stokowski · Polska | 22,74    |
| 100 metrów              | Ryan Murphy · Stany Zjednoczone | 48,50     | Lorenzo Mora · Włochy | 49,04         | Isaac Cooper · Australia | 49,52    |
| 200 metrów              | Ryan Murphy · Stany Zjednoczone | 1:47,41   | Shaine Casas · Stany Zjednoczone | 1:48,01       | Lorenzo Mora · Włochy | 1:48,45  |
| Styl klasyczny          | |           | |               | |          |
| 50 metrów               | Nic Fink · Stany Zjednoczone | 25,38     | Nicolò Martinenghi · Włochy | 25,42         | Simone Cerasuolo · Włochy | 25,68    |
| 100 metrów              | Nic Fink · Stany Zjednoczone | 55,88     | Nicolò Martinenghi · Włochy | 56,07         | Adam Peaty · Wielka Brytania | 56,25    |
| 200 metrów              | Daiya Seto · Japonia | 2:00,35   | Nic Fink · Stany Zjednoczone | 2:01,60       | Qin Haiyang · Chiny | 2:02,22  |
| Styl motylkowy          | |           | |               | |          |
| 50 metrów               | Nicholas Santos · Brazylia | 21,78     | Noè Ponti · Szwajcaria | 21,96         | Szebasztián Szabó · Węgry | 21,98    |
| 100 metrów              | Chad le Clos · Południowa Afryka | 48,59     | Ilya Kharun · Kanada | 49,03 WJ      | Marius Kusch · Niemcy | 49,12    |
| 200 metrów              | Chad le Clos · Południowa Afryka | 1:48,27   | Daiya Seto · Japonia | 1:49,22       | Noè Ponti · Szwajcaria | 1:49,42  |
| Styl zmienny            | |           | |               | |          |
| 100 metrów              | Thomas Ceccon · Włochy | 50,97     | Javier Acevedo · Kanada | 51,05         | Finlay Knox · Kanada | 51,10    |
| 200 metrów              | Matthew Sates · Południowa Afryka | 1:50,15   | Carson Foster · Stany Zjednoczone | 1:50,96       | Finlay Knox · Kanada | 1:51,04  |
| 400 metrów              | Daiya Seto · Japonia | 3:55,65   | Carson Foster · Stany Zjednoczone | 3:57,63       | Matthew Sates · Południowa Afryka | 3:59,21  |
| Sztafety – styl dowolny | |           | |               | |          |
| 4 × 50 metrów           | Australia · Isaac Cooper (21,25) · Matthew Temple (20,75) · Flynn Southam (21,10) · Kyle Chalmers (20,34) · Grayson Bell | 1:23,44   | Włochy · Alessandro Miressi (21,22) · Leonardo Deplano (20,59) · Thomas Ceccon (20,67) · Manuel Frigo (21,00) · Paolo Conte Bonin                              | 1:23,48       | Holandia · Kenzo Simons (21,24) · Nyls Korstanje (20,84) · Stan Pijnenburg (20,95) · Thom de Boer (20,72)                                                                                  | 1:23,75  |
| 4 × 100 metrów          | Włochy · Alessandro Miressi (46,15) · Paolo Conte Bonin (45,93) · Leonardo Deplano (45,54) · Thomas Ceccon (45,13) · Manuel Frigo | 3:02,75   | Australia · Flynn Southam (47,04) · Matthew Temple (46,06) · Thomas Neill (46,55) · Kyle Chalmers (44,98) · Shaun Champion                                     | 3:04,63       | Stany Zjednoczone · Drew Kibler (46,84) · Shaine Casas (45,90) · Carson Forster (46,58) · Kieran Smith (45,77)                                                                             | 3:05,09  |
| 4 × 200 metrów          | Stany Zjednoczone · Kieran Smith (1:41,04) · Carson Forster (1:40,48) · Trenton Julian (1:41,44) · Drew Kibler (1:41,16) · Jake Magahey · Jake Foster | 6:44,12   | Australia · Thomas Neill (1:41,50) · Kyle Chalmers (1:40,35) · Flynn Southam (1:41,50) · Mack Morton (1:43,19) · Clyde Lewis · Stuart Swinburn · Brendon Smith | 6:46,54       | Włochy · Matteo Ciampi (1:42,68) · Thomas Ceccon (1:42,61) · Alberto Razzetti (1:42,76) · Paolo Conte Bonin (1:41,58) · Manuel Frigo                                                       | 6:49,63  |
| Sztafety – styl zmienny | |           | |               | |          |
| 4 × 50 metrów           | Włochy · Lorenzo Mora (22,65) · Nicolò Martinenghi (24,95) · Matteo Rivolta (21,60) · Leonardo Deplano (21,52) · Simone Cerasuolo · Thomas Ceccon · Alessandro Miressi                                                                                                 | 1:29,72   | Stany Zjednoczone · Ryan Murphy (22,61) · Nic Fink (25,24) · Shaine Casas (22,13) · Michael Andrew (20,39) · Hunter Armstrong · Trenton Julian · Kieran Smith  | 1:30,37       | Australia · Isaac Cooper (22,66) · Grayson Bell (25,92) · Matthew Temple (21,75) · Kyle Chalmers (20,48) · Shaun Champion · Flynn Zareb Southam                                            | 1:30,81  |
| 4 × 100 metrów          | Australia · Isaac Cooper (49,46) · Joshua Yong (56,55) · Matthew Temple (48,34) · Kyle Chalmers (44,63) · Shaun Champion Stany Zjednoczone · Ryan Murphy (48,96) · Nic Fink (54,88) · Trenton Julian (49,19) · Kieran Smith (49,55) · Hunter Armstrong · Carson Foster | 3:18,98 = | Nie przyznano | Nie przyznano | Włochy · Lorenzo Mora (49,48) · Nicolò Martinenghi (55,52) · Matteo Rivolta (48,50) · Alessandro Miressi (45,56) · Thomas Ceccon · Simone Cerasuolo · Alberto Razzetti · Paolo Conte Bonin | 3:19,06  |

### Kobiety
| Konkurencja             | Złoto | Złoto      | Srebro | Srebro        | Brąz | Brąz     |
| Konkurencja             | Zawodniczka | Czas       | Zawodniczka | Czas          | Zawodniczka | Czas     |
| Styl dowolny            | |            | |               | |          |
| 50 metrów               | Emma McKeon · Australia | 23,04      | Katarzyna Wasick · Polska | 23,55         | Anna Hopkin · Wielka Brytania | 23,68    |
| 100 metrów              | Emma McKeon · Australia | 50,77      | Siobhán Haughey · Hongkong | 50,87         | Marrit Steenbergen · Holandia | 51,25    |
| 200 metrów              | Siobhán Haughey · Hongkong | 1:51,65    | Rebecca Smith · Kanada | 1:52,24       | Marrit Steenbergen · Holandia | 1:52,28  |
| 400 metrów              | Lani Pallister · Australia | 3:55,04    | Erika Fairweather · Nowa Zelandia | 3:56,00       | Leah Smith · Stany Zjednoczone | 3:59,78  |
| 800 metrów              | Lani Pallister · Australia | 8:04,07    | Erika Fairweather · Nowa Zelandia | 8:10,41       | Miyu Namba · Japonia | 8:12,98  |
| 1500 metrów             | Lani Pallister · Australia | 15:21,43   | Miyu Namba · Japonia | 15:46,76      | Kensey McMahon · Stany Zjednoczone | 15:49,15 |
| Styl grzbietowy         | |            | |               | |          |
| 50 metrów               | Margaret MacNeil · Kanada | 25,25      | Claire Curzan · Stany Zjednoczone | 25,54         | Mollie O’Callaghan · Australia | 25,61    |
| 100 metrów              | Kaylee McKeown · Australia | 55,49      | Mollie O’Callaghan · Australia | 55,62         | Claire Curzan · Stany ZjednoczoneIngrid Wilm · Kanada | 55,74    |
| 200 metrów              | Kaylee McKeown · Australia | 1:59,26    | Claire Curzan · Stany Zjednoczone | 2:00,53       | Kylie Masse · Kanada | 2:01,26  |
| Styl klasyczny          | |            | |               | |          |
| 50 metrów               | Rūta Meilutytė · Litwa | 28,50      | Lara van Niekerk · Południowa Afryka | 29,09         | Lilly King · Stany Zjednoczone | 29,11    |
| 100 metrów              | Lilly King · Stany Zjednoczone | 1:02,67    | Tes Schouten · Holandia | 1:03,90       | Anna Elendt · Niemcy | 1:04,05  |
| 200 metrów              | Kate Douglass · Stany Zjednoczone | 2:15,77    | Lilly King · Stany Zjednoczone | 2:17,13       | Tes Schouten · Holandia | 2:18,19  |
| Styl motylkowy          | |            | |               | |          |
| 50 metrów               | Torri Huske · Stany ZjednoczoneMargaret MacNeil · Kanada | 24,6424,64 | Nie przyznano | Nie przyznano | Zhang Yufei · Chiny | 24,71 =  |
| 100 metrów              | Margaret MacNeil · Kanada | 54,05      | Torri Huske · Stany Zjednoczone | 54,75         | Louise Hansson · Szwecja | 54,87    |
| 200 metrów              | Dakota Luther · Stany Zjednoczone | 2:03,37    | Hali Flickinger · Stany Zjednoczone | 2:03,78       | Elizabeth Dekkers · Australia | 2:03,94  |
| Styl zmienny            | |            | |               | |          |
| 100 metrów              | Marrit Steenbergen · Holandia | 57,53      | Béryl Gastaldello · Francja | 57,63         | Louise Hansson · Szwecja | 57,68    |
| 200 metrów              | Kate Douglass · Stany Zjednoczone | 2:02,12    | Alex Walsh · Stany Zjednoczone | 2:03,37       | Kaylee McKeown · Australia | 2:03,57  |
| 400 metrów              | Hali Flickinger · Stany Zjednoczone | 4:26,51    | Sara Franceschi · Włochy | 4:28,58       | Waka Kobori · Japonia | 4:29,03  |
| Sztafety – styl dowolny | |            | |               | |          |
| 4 × 50 metrów           | Stany Zjednoczone · Torri Huske (24,08) · Claire Curzan (23,30) · Erika Brown (23,74) · Kate Douglass (22,77) · Erin Gemmell · Natalie Hinds · Alex Walsh                | 1:33,89    | Australia · Meg Harris (23,98) · Madison Wilson (23,51) · Mollie O’Callaghan (24,01) · Emma McKeon (22,73) · Alexandria Perkins · Brittany Castelluzzo                | 1:34,23       | Holandia · Kim Busch (24,20) · Maaike de Waard (23,47) · Kira Toussaint (24,01) · Valerie van Roon (23,68) · Tessa Vermeulen                                            | 1:35,36  |
| 4 × 100 metrów          | Australia · Mollie O’Callaghan (52,19) · Madison Wilson (51,28) · Meg Harris (52,00) · Emma McKeon (49,96) · Leah Neale                                                  | 3:25,43    | Stany Zjednoczone · Torri Huske (51,73) · Kate Douglass (51,17) · Claire Curzan (51,59) · Erika Brown (51,80) · Erin Gemmell · Natalie Hinds                          | 3:26,29       | Kanada · Rebecca Smith (52,68) · Taylor Ruck (51,49) · Margaret MacNeil (51,11) · Katerine Savard (52,78) · Mary-Sophie Harvey                                          | 3:28,06  |
| 4 × 200 metrów          | Australia · Madison Wilson (1:53,13) · Mollie O’Callaghan (1:52,83) · Leah Neale (1:52,67) · Lani Pallister (1:52,24) · Meg Harris · Brittany Castelluzzo · Laura Taylor | 7:30,87    | Kanada · Rebecca Smith (1:52,15) · Katerine Pavard (1:54,78) · Mary-Sophie Harvey (1:54,81) · Taylor Ruck (1:52,73) · Sydney Pickrem · Kelsey Wog                     | 7:34,47       | Stany Zjednoczone · Alex Walsh (1:53,90) · Hali Flickinger (1:53,48) · Erin Gemmell (1:52,23) · Leah Smith (1:55,09) · Erika Brown · Jillian Cox                        | 7:34,70  |
| Sztafety – styl zmienny | |            | |               | |          |
| 4 × 50 metrów           | Australia · Mollie O’Callaghan (25,49) · Chelsea Hodges (29,11) · Emma McKeon (24,43) · Madison Wilson (23,32) · Kaylee McKeown · Jenna Strauch                          | 1:42,35    | Stany Zjednoczone · Claire Curzan (25,75) · Lilly King (29,00) · Torri Huske (24,94) · Kate Douglass (22,72) · Alex Walsh · Annie Lazor · Erika Brown · Natalie Hinds | 1:42,41       | Szwecja · Louise Hansson (25,86) · Klara Thormalm (29,34) · Sara Junevik (24,06) · Michelle Coleman (23,17) · Hanna Rosvall · Sofia Åstedt                              | 1:42,43  |
| 4 × 100 metrów          | Stany Zjednoczone · Claire Curzan (56,47) · Lilly King (1:02,88) · Torri Huske (54,53) · Kate Douglass (50,47) · Alex Walsh · Erika Brown                                | 3:44,35    | Australia · Kaylee McKeown (55,74) · Jenna Strauch (1:04,49) · Emma McKeon (53,93) · Meg Harris (50,76) · Mollie O’Callaghan · Chelsea Hodges · Alexandria Perkins    | 3:44,92       | Kanada · Ingrid Wilm (55,36) · Sydney Pickrem (1:04,42) · Margaret MacNeil (54,59) · Taylor Ruck (51,85) · Kylie Masse · Rachel Nicol · Katerine Savard · Rebecca Smith | 3:46,22  |

### Konkurencje mieszane
| Konkurencja                                     | Złoto | Złoto   | Srebro | Srebro  | Brąz | Brąz    |
| Konkurencja                                     | Zawodnik / Zawodniczka | Czas    | Zawodnik / Zawodniczka | Czas    | Zawodnik / Zawodniczka | Czas    |
| Sztafeta mieszana 4 × 50 metrów stylem dowolnym | Francja · Maxime Grousset (20,92) · Florent Manaudou (20,26) · Béryl Gastaldello (23,00) · Mélanie Henique (23,15) · Mary-Ambre Moluh                 | 1:27,33 | Australia · Kyle Chalmers (20,97) · Matthew Temple (20,71) · Meg Harris (23,73) · Emma KcKeon (22,62) · Flynn Southam · Madison Wilson  | 1:28,03 | Holandia · Kenzo Simons (21,14) · Thom de Boer (20,61) · Maaike de Waard (23,35) · Marrit Steenbergen (23,43) · Stan Pijnenburg · Nyls Korstanje | 1:28,53 |
| Sztafeta mieszana 4 × 50 metrów stylem zmiennym | Stany Zjednoczone · Ryan Murphy (22,37) · Nic Fink (24,96) · Kate Douglass (24,09) · Torri Huske (23,73) · Shaine Casas · Michael Andrew · Alex Walsh | 1:35,15 | Włochy · Lorenzo Mora (22,59) · Nicolò Martinenghi (24,83) · Silvia Di Pietro (24,52) · Costanza Cocconcelli (24,07) · Simone Cerasuolo | 1:36,01 | Kanada · Kylie Masse (25,71) · Javier Acevedo (25,95) · Ilya Kharun (22,12) · Margaret MacNeil (23,15) · Ingrid Wilm · Rebecca Smith             | 1:36,93 |